# 神鬼尖兵 (1992年電影)
《神鬼尖兵》（英語：Sneakers）是一部1992年美國犯罪喜劇片，當一名維安專家和他的獨特團隊接獲檢索特殊重要項目的任務時，他的過去再度找上了自己。電影由菲爾·艾登·羅賓森執導並與勞倫斯·拉斯科以及華特·帕克斯合作編劇，主演陣容包括勞勃·瑞福、丹·艾克洛德、班·金斯利、瑪麗·麥唐納、瑞凡·費尼克斯、西德尼·波蒂埃和大衛·史崔森。
電影在1992年9月11日美國上映，環球影業發行，佳評如潮。

## 演員
- 勞勃·瑞福飾演馬帝·畢夏普／馬丁·布萊斯（Marty Bishop / Martin Brice）
- 丹·艾克洛德飾演達倫·「老媽」·羅斯科（Darren 'Mother' Roskow）
- 喬·馬爾（Jo Marr）和班·金斯利飾演柯斯莫（Cosmo）
- 瑪麗·麥克唐奈飾演麗茲·奧格威（Liz Ogilvy）
- 瑞凡·費尼克斯飾演卡爾·阿博加斯特（Carl Arbogast）
- 西德尼·波蒂埃飾演唐納·克雷斯（Donald Crease）
- 大衛·史崔森飾演歐文·「惠斯勒」·埃默里（Irwin 'Whistler' Emery）
- 史蒂芬·托波羅斯基（英语：Stephen Tobolowsky）飾演威爾納·布蘭德斯（Werner Brandes）
- 提摩西·布斯菲爾德（英语：Timothy Busfield）飾演迪克·戈登（Dick Gordon）
- 艾迪·瓊斯（英语：Eddie Jones (actor)）飾演巴迪·華勒斯（Buddy Wallace）
- 喬治·赫恩（英语：George Hearn）飾演葛瑞哥·伊凡諾維奇（Gregor Ivanovich）
- 多納爾·羅格飾演岡特·雅內克博士（Dr. Gunter Janek）
- 李·嘉靈頓（英语：Lee Garlington）飾演艾琳娜·瑞茲科夫博士（Dr. Elena Rhyzkov）
- 詹姆斯·厄爾·瓊斯飾演美國國家安全局探員伯納德·阿博特（NSA Agent Bernard Abbott）

## 電視版
2016年10月，NBC將開發本片的改編電視劇。華特·帕克斯被任命為執行製片人。

## 外部連結
- 互联网电影数据库（IMDb）上《神鬼尖兵》的资料（英文）
- TCM电影资料库上《神鬼尖兵》的资料（英文）
- Box Office Mojo上《神鬼尖兵》的資料（英文）
- AllMovie上《神鬼尖兵》的资料（英文）
- Leonard Adleman's recollections of Sneakers （页面存档备份，存于）